# Baron Marley

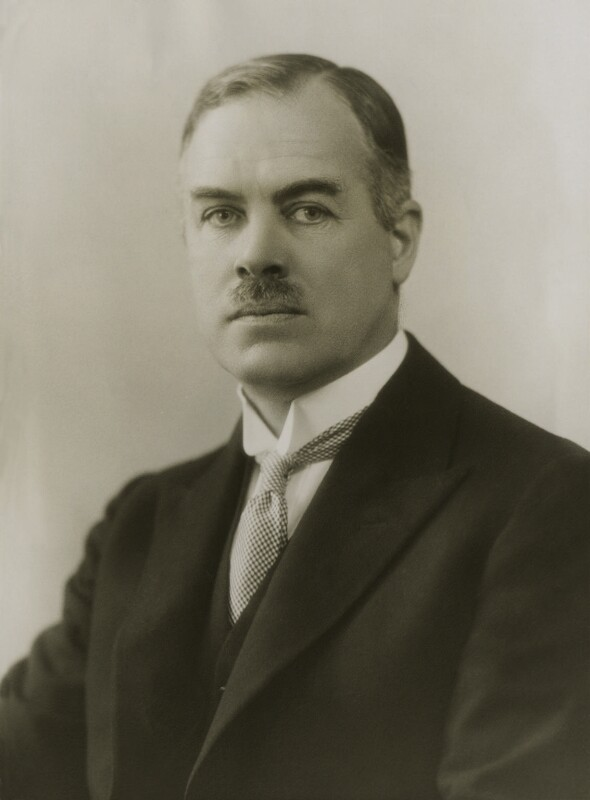
Dudley Aman, 1. Baron Marley

Baron Marley, of Marley in the County of Sussex, war ein erblicher britischer Adelstitel in der Peerage of the United Kingdom.
Der Titel wurde am 16. Januar 1930 dem Labour-Politiker Dudley Aman verliehen.
Der Titel erlosch beim Tod seines kinderlosen einzigen Sohnes, des 2. Barons, am 13. März 1990.

## Liste der Barons Marley (1930)
- Dudley Leigh Aman, 1. Baron Marley (1884–1952)
- Godfrey Pelham Leigh Aman, 2. Baron Marley (1913–1990)